# البرتسون (نیویورک)
البرتسون، نیو یورک (به انگلیسی: Albertson, New York) یک منطقهٔ مسکونی در ایالات متحده آمریکا است که در ایالت نیویورک واقع شده‌است.

## خصوصیات
البرتسون ۱٫۷ کیلومترمربع مساحت و ۵٬۱۸۲ نفر جمعیت دارد و ۳۹ متر بالاتر از سطح دریا واقع شده‌است.